# Shelbyville (Kentucky)
Shelbyville ist eine Stadt im Bundesstaat Kentucky in den Vereinigten Staaten und der Verwaltungssitz (County Seat) des Shelby County. Das U.S. Census Bureau hat bei der Volkszählung 2020 eine Einwohnerzahl von 17.282 ermittelt. Die Stadt ist Teil der Metropolregion Louisville.

## Geschichte
Die Stadt Shelbyville wurde im Oktober 1792 auf der ersten Sitzung des Shelby County Court gegründet, nachdem der örtliche Landbesitzer William Shannon zugestimmt hatte, 50 Acres (20 ha) seines Besitzes für die Gemeinde abzugeben und 1 Acre für öffentliche Gebäude zur Verfügung zu stellen. Die Zuwendung stellte sicher, dass Shelbyville und nicht das nahe gelegene Squire Boone’s Station der Sitz des Shelby County werden würde. 1846 wurde Shelbyville als eigenständige Gemeinde gegründet.
Die Interstate 64 wurde 1960 2 Meilen (3,2 km) südlich der Stadt gebaut und verhalf dem Gebiet zu einer stärkeren Industrialisierung; 2021 gibt es drei Industrieparks an der Westseite der Stadt. Die Bevölkerung stieg von 4.525 im Jahr 1960 auf über 10.000 im Jahr 2000. 2019 wurde sie auf über 16.000 geschätzt.

## Demografie
Nach der Schätzung von 2019 leben in Shelbyville 16.585 Menschen. Die Bevölkerung teilte sich 2017 auf in 66,2 % nicht-hispanische Weiße, 12,2 % Afroamerikaner, 0,3 % amerikanische Ureinwohner, 0,7 % Asiaten, 0,1 % Ozeanier und 2,5 % mit zwei oder mehr Ethnizitäten. Hispanics oder Latinos aller Ethnien machten 17,8 % der Bevölkerung aus. Das mittlere Haushaltseinkommen lag bei 52.708 US-Dollar und die Armutsquote bei 15,1 %.

## Partnerstädte
- Bitburg, Rheinland-Pfalz, Deutschland